# Kawasaki W650
Kawasaki W650 – japoński motocykl produkowanyw latach 1999–2007 przez firmę Kawasaki. Pojazd utrzymany jest w stylu retro nawiązując wyglądem do brytyjskich maszyn z lat sześćdziesiątych.

## Omówienie
Po sporym sukcesie Kawasaki Zephyr, serii nakedów o klasycznym wyglądzie z pierwszej połowy lat 90, Kawasaki postanowiło wypuścić motocykl nawiązujący stylistyką do modelu Kawasaki W1, który stanowił kopię brytyjskich maszyn z lat 60.
Pomimo swojego wyglądu W650 zawiera szereg współczesnych rozwiązań, takich jak hamulec tarczowy, mokrą miskę olejową, jeden wałek w głowicy (SOHC), które zapewniają motocyklowy dużo mniejszą awaryjność w porównaniu do pierwowzorów. 
Przez cały okres produkcji motocykl doczekał się jednej modyfikacji w 2001. Polegała ona na zmianie kierownicy, sprężyn widelca, oraz kąta pochylenia główki ramy z 62,4 na 63 stopnie, co zwiększyło rozstaw osi z 1450 mm na 1455 mm. 
W czasie produkcji modelu w oficjalnej polskiej dystrybucji sprzedano tylko 6 egzemplarzy W650, a pozostałe pochodzą z prywatnego importu.

## Dane techniczne

### Silnik
- Typ: 4-suwowy,rzędowy, 2-cylindrowy, SOHC z napędem rozrządu przez wałek królewski, chłodzony powietrzem[4]
- Układ zasilania: 2x gaźniki Keihin CVK34[4]

### Układ napędowy
- Skrzynia biegów: 5-przełożeniowa[4]
- Sprzęgło: mokre, wielotarczowe[4]
- Przeniesienie napędu: łańcuch[4]

### Podwozie
- Długość: 2185 mm (do 2001)/2190 mm[5]
- Szerokość: 905 mm[5]
- Wysokość: 1140 mm[5]
- Rozstaw osi: 1450 mm (do 2001)/1455 mm[5]
- Prześwit: 125 mm[5]
- Rama: podwójna kołyska, stalowa[4]

### Zawieszenie
- Przód: widelec teleskopowy 39 mm, skok 130 mm[4]
- Tył: zawieszenie podwójne sprężynowe, skok 85 mm[4]

### Hamulce
- Przód: pojedyncza tarcza 300 mm, dwutłoczkowy zacisk[4]
- Tył: hamulec bębnowy 160 mm[4]